# Rahsaan Roland Kirk
(A Charles Mingus (Citato in "Natura morta con custodia di sax"))
Rahsaan Roland Kirk (Columbus, 7 agosto 1935 – Bloomington, 5 dicembre 1977) è stato un polistrumentista statunitense.
Di origini africane, era cieco e noto fra l'altro per la sua capacità di suonare fino a tre sassofoni per volta. È considerato (assieme ad Herbie Mann) il fondatore del flauto jazz moderno. La sua personalissima tecnica al flauto ha ispirato molti altri musicisti, tra cui il leader dei Jethro Tull, Ian Anderson.

## Biografia
Kirk nacque a Columbus, Ohio. Gli fu imposto il nome di Ronald, che fu in seguito persuaso da un sogno a cambiare in Roland. Egli non era cieco alla nascita, ma lo divenne in giovane età, quando un'infermiera sbagliò la dose di un medicamento oculistico che gli stava somministrando. Fin dall'inizio, dunque, la sua vita è segnata dalla sfortuna, come lo sarà in seguito da una ferrea determinazione e dalla misteriosa influenza dei sogni. Fu seguendo l'impulso di un altro sogno che, nel 1970, aggiunse Rahsaan al suo nome e fu un sogno ad intimargli di usare tre sax allo stesso tempo.
Lo stile di Kirk è generalmente ascrivibile ai generi hard bop e soul jazz, ma la sua conoscenza della storia del jazz gli permetteva di utilizzare molti elementi del passato, dal ragtime allo swing al free jazz, oltre ad esplorare spesso le province della musica classica e pop.
Kirk suonava e collezionava un gran numero di strumenti, soprattutto sassofoni, clarinetti e flauti. Come sassofonista, suonava il tenore e due sassofoni d'antiquariato: il manzello (un soprano con la campana di un mellophone) e lo stritch (un contralto dritto, privo di campana). Questi erano stati acquistati dopo che, nel corso di un sogno, Kirk si era visto suonare tre sassofoni simultaneamente: dopo averli trovati, Kirk li modificò personalmente a questo scopo.
Kirk fu tra i primi ad affermare l'uso del flauto nel jazz in maniera non coloristica, usandolo come uno strumento con una voce propria e una presenza caratteristica. Per il flauto sviluppò diverse tecniche, la più nota delle quali è forse il "suono parlato" ("humming"), ottenuta cantando e suonando il flauto allo stesso tempo. In questa tecnica, che può essere ben notata nel brano "You did it, You did it" contenuto in "We Free Kings" (Mercury 1961) e in molti brani incisi da Kirk, lo strumentista canta la melodia che suona, spesso all'unisono, talvolta ad altri intervalli prefissati (ad esempio un intervallo di quarta ascendente). Tale tecnica era già conosciuta e in uso in ambito jazzistico (cfr. il flautista Sam Most nelle incisioni con il pianista Bob Dorough '53-'56 spc. il brano "I Hear a Rapsody" e Yusef Lateef, per es. in "Check Blues" e in "Prayer to The East" 1957) anche se non veniva adoperata con la stessa sistematicità di Kirk.
Questa tecnica divenne famosa anche presso il pubblico del pop e del rock "progressive" dopo il 1968, quando fu adottata da Ian Anderson,  leader dei Jethro Tull nei primi fortunati album del gruppo.
Un'altra tecnica flautistica a volte usata da Kirk era suonare un flauto traverso e un flauto da naso allo stesso tempo.
Dopo aver affinato la tecnica che gli permetteva di suonare più fiati contemporaneamente, Kirk appariva sul palco con i tre sassofoni al collo e circondato da una varietà di flauti, fischietti ed altri strumenti. Kirk suonava occasionalmente l'armonica a bocca, il corno inglese, il flauto dolce ed era un buon trombettista. Suonò anche altri strumenti non standard (adattando un bocchino da sax ad una tromba) o oscuri (il flauto da naso). Le sue incisioni abbondano di effetti sonori ottenuti da sveglie, sirene, e primitivi effetti elettronici, molto prima che questi fossero generalmente adottati.
Kirk era inoltre esperto nell'uso della respirazione circolare o respirazione continua: questo consiste nell'essere in grado di soffiare in uno strumento e di aspirare simultaneamente (usando le guance come mantice) e consente di mantenere una nota per una durata praticamente illimitata e di suonare lunghe sequenza ininterrotte di note.
Alcuni critici giudicarono severamente la presenza scenica e il traboccante polistrumentismo di Kirk, che etichettavano come numeri da circo, ma queste critiche (non sempre infondate) non riuscirono a velare il valore di musicista di Kirk, che utilizzava i sassofoni per suonare accordi e dichiarava di utilizzare queste tecniche per riprodurre i suoni che sentiva nella mente. Finché fu in vita, tuttavia, non gli riuscì mai di avere un seguito tra i puristi (e di diversi suoi colleghi che condividevano queste posizioni), cosa che probabilmente limitò il suo successo mentre era in vita.
Nel 1975, Kirk fu colpito da un'emorragia cerebrale che lo lasciò semiparalizzato. Indomito e nonostante avesse perso l'uso di una mano, egli trovò il modo di modificare i suoi strumenti per poterli suonare con una mano sola. Nel corso di un concerto al club Ronnie Scott's a Londra, riuscì a suonare due strumenti simultaneamente. In questo periodo egli affrontò una tournée internazionale ed apparve in televisione.
La morte, provocata da un secondo ictus, lo colse nel 1977 dopo un concerto al Bluebird di Bloomington, in Indiana.

## L'eredità
Mentre si è già detto del rapporto tra Kirk e Ian Anderson, le tecniche perfezionate da Kirk al flauto hanno influenzato molti altri musicisti, tra i quali forse i principali sono Jeremy Steig e David Jackson dei Van der Graaf Generator.
Nel 1978, sul singolo "Hit me with your rhythm stick" di Ian Dury (numero uno nelle hit parade inglesi) il sassofonista Davey Payne compare suonando due sax simultaneamente alla maniera di Kirk.
Il brano Serenade To A Cuckoo è divenuto uno standard noto anche al pubblico non specializzato, grazie forse - e abbastanza ironicamente - all'interpretazione datane da Ian Anderson.  Anderson dichiarò sempre di aver scoperto e praticato l'ultrasoffio grazie all'ascolto di Roland Kirk, e mai negò l'influenza che Kirk ebbe sul suo modo di suonare il flauto traverso.

## Curiosità
A Rahsaan Roland Kirk è dedicata la versione 5.3 della piattaforma software WordPress rilasciata il 13 novembre 2019.

## Discografia
Kirk preferiva suonare come leader e si ricordano poche performance da sideman. Ciononostante entrò in sala d'incisione con Quincy Jones, Roy Haynes e soprattutto con Charles Mingus, con cui intrattenne un lungo rapporto di amicizia. Con Jones suonò il flauto nel pezzo Soul Bossa Nova che figura nella colonna sonora dei film di Austin Powers.

### Come Leader
- King Records
  - 1956 - Triple Threat
- Argo/Cadet/Chess Records
  - 1960 - Introducing Roland Kirk
- Mercury Records
  - 1961 - We Free Kings
  - 1962 - Domino
  - 1963 - Reeds & Deeds
  - 1963 - Kirk in Copenhagen
  - 1964 - Roland Kirk Meets the Benny Golson Orchestra
  - 1964 - I Talk to the Spirits
  - 1964 - Gifts and Messages
- Limelight Records
  - 1965 - Slightly Latin
  - 1965 - Rip, Rig and Panic
- Verve Records
  - 1967 - Now Please Don't You Cry, Beautiful Edith
- Atlantic Records
  - 1965 - Here Comes the Whistleman
  - 1967 - The Inflated Tear
  - 1968 - Left and Right
  - 1968 - Volunteered Slavery
  - 1970 - Rahsaan Rahsaan
  - 1971 - Natural Black Inventions: Root Strata
  - 1971 - Blacknuss
  - 1972 - A Meeting of the Times
  - 1973 - Bright Moments
  - 1973 - Prepare Thyself to Deal With a Miracle
  - 1973 - The Art of Rahsaan Roland Kirk
  - 1975 - The Case of the 3 Sided Dream in Audio Color
  - 1976 - Other Folks' Music
- Warner Bros. Records
  - 1975 - The Return of the 5000 Lb. Man
  - 1976 - Kirkatron - Warner Brothers Records
  - 1977 - Boogie-Woogie String Along for Real

### Release Postume
- I, Eye, Aye: Live at the Montreux Jazz Festival, 1972 - Rhino
- The Man Who Cried Fire - Night
- Dog Years in the Fourth Ring - 32 Jazz
- Compliments of the Mysterious Phantom - Hyena
- Brotherman in the Fatherland - Hyena

### Antologie
- Rahsaan: The Complete Mercury Recordings Of Roland Kirk
- Does Your House Have Lions: The Rahsaan Roland Kirk Anthology
- Simmer, Reduce, Garnish & Serve